# Джон Скот Ериугена
Джон Скот Ериугена (John Scottus Eriugena, също Йоан Скот Ериугена, Johannes Scotus Eriugena) (ок. 800/810 – 877) е ирландски философ и теолог, неоплатоник. Роден в Ирландия, той дълго време живее във Франция и работи при Карл Плешиви, наследявайки школата на Алкуин. Идеите му са осъдени на събора във Валенсия през 855 г. и на събора в Лангр през 859 г. Превежда на латински съчиненията на Псевдо-Дионисий Ареопагит. Най-известното му съчинение е „За разделението на природата“ (Περὶ φύσεων, De divisione naturae). То е осъдено от папа Лъв IX през 1050 г. и изгорено от папа Хонорий III през 1225 г. Ериугена често е определян за първия философ на схоластиката.
1. ↑  Ериугена Д., За разделението на природата, София: Лик, 1994, ISBN 904-607-005-9; 554с.